# Pulorejo (Dawar Blandong)
Pulorejo is een bestuurslaag in het regentschap Mojokerto van de provincie Oost-Java, Indonesië. Pulorejo telt 3433 inwoners (volkstelling 2010).